# الویرا پاگا
الویرا الیویری کوزولینو موسوم به الویرا پاگا (انگلیسی: Elvira Pagã؛ ۶ سپتامبر ۱۹۲۰ – ۸ مهٔ ۲۰۰۳) رقصندهٔ وده، هنرپیشه، و ترانه‌سرا اهل برزیل بود. وی بین سال‌های ۱۹۳۵ تا ۱۹۸۵ میلادی فعالیت می‌کرد.
او نخستین ملکهٔ کارناوال ریو بود و از اولین زنانی بود که در معرض عام بیکینی پوشید و همچنین از اولین زنان برزیلی بود که تحت عمل جراحی پلاستیک قرار گرفت. او در دوران دیکتاتوری نظامی برزیل در دههٔ ۱۹۵۰ از مخالفان حکومت بود و بارها دستگیر شد و مورد حمله قرار گرفت.